# Caroline Challan Belval
 (juin 2013).
Pour les articles homonymes, voir Challan et Belval.
Caroline Challan Belval est une artiste peintre française née en 1977 à Cognac, active à Nice, Paris et Lisbonne.

## Biographie
Caroline Challan Belval est diplômée de l’École nationale supérieure des beaux-arts de Paris et titulaire d’un Master 2 Recherche en Architecture et Patrimoine des universités de Nice et de Gênes. Elle séjourne et travaille à New York avec une bourse Colin Lefranc en 2002, son travail est sélectionné au Museum of Modern Art pour l’exposition Life in the City. Elle est lauréate du prix Cassarini de l’Union méditerranéenne pour l'art moderne en 2003. Son travail est présenté au musée d'Art moderne et d'Art contemporain de Nice en 2010, au Centre international d'art contemporain de Carros en 2012 , puis à la Cité de l'architecture et du patrimoine à Paris.
« Sa recherche, tournée vers l’architecture et les mondes souterrains, est ancrée dans la pratique quotidienne du dessin, de la peinture et de la gravure, sur le vif, in situ et en atelier. Sa démarche consiste à saisir et à restituer les dramaturgies modernes dans des lieux de transformation » : Ars architectonica, Opus caementecium, Gardiens d’étoiles, Chelsea meat factory, NY Subway, 15 jours en usine, la fonderie d’Outreau, Connais-toi toi-même, Bestiaire mythologique, l’Ere du poisson, l’Homme cherche-midi, Anti mémoire, Visoes, Ficçoes (Lisbonne 2012), Fragments de Botanique, Latone/Léto (Jardins de Versailles, 2013).
Elle enseigne à l’École nationale supérieure d’art Villa Arson et à l'université de Nice Sophia Antipolis (départements d'ethnologie et d'histoire).

## Collections publiques
- Carros, Centre international d'art contemporain (2012)
- Marseille, chambre de commerce et d'industrie Marseille-Provence (2007)
- Nice, musée d'Art moderne et d'Art contemporain (2010)
- Paris :
  - Cité de l’architecture et du patrimoine (2013)
  - cabinet des dessins de l'École nationale supérieure des beaux-arts (2002)
  - Département des estampes et de la photographie de la Bibliothèque nationale de France (2002)